# تحيز جنسي ذاتي
التحيّز الجنسي الذاتي هو نوع من السلوكيات والمواقف المتحيّزة التي تمارسها النساء ضد أنفسهن أو ضد نساء وفتيات أخريات. يُعد هذا النوع من التحيّز شكلًا من أشكال القمع أو الاضطهاد الداخلي، والذي «يتكوّن من ممارسات قمعية تستمر في الانتشار حتى في غياب أفراد من الجماعة المُضطهِدة». يمكن أن يؤدي التحيّز الجنسي الداخلي إلى مجموعة من التأثيرات السلبية على النساء والفتيات، مثل مشاكل الصحة النفسية وصورة الجسد. وتتضمن أساليب اكتساب هذا التحيّز عمليات التنشئة الاجتماعية منذ الطفولة المبكرة، إضافة إلى تأثير الإعلام، وخصوصًا أخبار المشاهير والبرامج الترفيهية.

## التأثيرات
لدى التحيّز الجنسي الداخلي القدرة على التسبب بمشاكل تتعلق بصورة الجسد وانعدام الثقة بالنفس. كما يُعتبر عقبة أساسية في طريق حل مشكلة التحيّز الجنسي بشكل عام. وقد تم ربطه باضطرابات نفسية مثل القلق والاكتئاب والأعراض الجسدية.
تشمل التأثيرات المحتملة أيضًا الإصابة بالاكتئاب وظهور ميول انتحارية. كما وجدت دراسات ارتباطًا بين التشيئ الجنسي الناتج عن التحيّز الجنسي الداخلي وبين الشعور بالخجل من الجسد أو الاستخفاف بالجسد، والتشيئ الجنسي، واضطرابات الأكل. كما يلعب هذا التحيّز دورًا في انخفاض الطموحات الأكاديمية وتراجع الأداء الوظيفي.

## الأنواع

### التحيّز الذكوري الداخلي
التحيّز الذكوري (أو كره النساء) هو الكراهية أو الاحتقار أو التحيّز ضد النساء والفتيات. وعندما تتعرّض النساء لهذا النوع من التحيّز بشكل مستمر، قد يقمن بتبنّيه داخليًا، ليظهر ذلك في تصرفات تقلّل من قيمة النساء، أو انعدام الثقة بالنساء، أو الميل لتحيّز نوعي لصالح الرجال. تتشرّب النساء هذه المعتقدات الذكورية بعد تعرضهن مرارًا وتكرارًا لمواقف اجتماعية تقلل من قيمة المرأة ومهاراتها، ويبدأن بتطبيقها على أنفسهن وعلى غيرهن من النساء. ويمكن أن يتجلّى هذا التحيّز في أشكال متعددة، منها التشكيك بكفاءة النساء، تصوير النساء كمنافسات أو كأدوات جنسية، أو التقليل من قيمة الذات أو الآخرين. تشمل تبعات التحيّز الذكوري الداخلي اضطرابات نفسية مثل الاكتئاب، واضطرابات الأكل، وتدنّي تقدير الذات، وضعف الدعم الاجتماعي بين النساء.
تم تطوير مقياس التحيّز الجنسي الداخلي ضد النساء (IMS) بهدف قياس مدى استبطان النساء للأفكار الذكورية المعادية لهن. يتكوّن هذا المقياس من 17 بندًا تُقيّم ثلاثة أبعاد رئيسية: التقليل من قيمة النساء، وانعدام الثقة بالنساء، والتحيّز لصالح الرجال. وقد ثبتت صلاحيته العلمية من خلال عدد من الدراسات التي أكدت دقته وموثوقيته. أظهرت نتائج هذه الدراسات أن النساء اللواتي يسجلن درجات أعلى في هذا المقياس يعانين غالبًا من تدنّي احترام وتقدير الذات، وضعف في الدعم الاجتماعي، ومستويات أعلى من الاضطرابات النفسية، كما يرتبط أيضًا بصورة جسدية سلبية، واكتئاب، وتدنٍّ في احترام الذات، وتراجع في التوافق النفسي-الجنسي لدى النساء المثليات ومزدوجات الميول الجنسية.
تشمل فئة «انعدام الثقة بالنساء» عبارات مثل: «من الأكثر أمانًا في العادة ألّا نثق بالنساء كثيرًا» و «في نهاية المطاف، الكثير من النساء مخادعات». بينما تتضمن فئة «تقليل قيمة النساء» عبارات مثل: «النساء يسعين لاكتساب القوة من خلال السيطرة على الرجال» و«النساء يبالغن في مشاكلهن في بيئة العمل». أما فئة «تفضيل الرجال على النساء» فتضمّ عبارات مثل: «أفضل العمل تحت إدارة رجل» و«يجب أن يكون القادة الفكريون في المجتمع من الرجال في المقام الأول».
وقد تختلف أشكال التعبير عن هذا التحيّز بحسب الهوية الاجتماعية والسياسية للفرد؛ فعلى سبيل المثال، يُعدّ التحيّز الجنسي العنصري الداخلي ضد النساء السود (misogynoir) نمطًا خاصًا من القمع الداخلي ناتجًا عن تلاقي العنصرية والتمييز الجنسي الداخلي. وبالمثل، قد تواجه النساء المثليات تأثيرًا مضاعفًا ناجمًا عن التداخل بين التحيّز الجنسي الداخلي ورهاب المثلية الداخلي، نتيجةً لتقاطعات هويتهن الجنسية والاجتماعية.

### التحيّز الجنسي الداخلي ضد الميول غير المغايرة
كتبت الباحثة داون إم. شيمنسكي وزملاؤها:
التحيّز الجنسي المغاير، وهو مصطلح نشأ ضمن حركة الدفاع عن حقوق المثليين والمثليات والمتحولين، ومستلهم من مفاهيم سياسية، يُشير إلى نظام أيديولوجي يعمل على المستويات الفردية والمؤسساتية والثقافية بهدف وصم وإنكار وتشويه أي نمط وجودي غير مغاير جنسيًا.
يُعرَّف التحيّز الجنسي الداخلي ضد غير المغايرين جنسيًا بأنه تبنّي الأفراد، الذين لا يندرجون ضمن الطيف المغاير جنسيًا و/أو يُصنَّفون ضمن الأقليات الجنسية بدرجات متفاوتة، للأفكار والمواقف السلبية والوصمة الاجتماعية المرتبطة بالمثلية الجنسية.
ويُعدّ هذا التحيّز شكلًا من أشكال التحيّز الداخلي المرتبط بالتحيّز الجنسي، ويؤثر بشكل أساسي في أفراد الأقليات الجنسية (بمن فيهم المثليون، المثليات، مزدوجو الميول، المتحولون جنسيًا، المتسائلون أو المتشككون، وغيرهم)، لكنه قد يؤثر أيضًا في الأشخاص المغايرين جنسيًا من خلال تحديد أنماط تفاعلهم وتواصلهم مع غير المغايرين.
تتجلى هذه الظاهرة عندما يبدأ الأفراد المنتمون إلى الأقليات الجنسية بتبنّي القيم الصارمة للنظام المغاير في نظرتهم إلى الذات والعالم المحيط.
من الأمثلة على هذه القيم المهيمنة للمعايير المغايرة جنسيًا: «التعاليم الدينية الأصولية» التي تُدين التوجّهات والسلوكيات غير المغايرة، و«مفاهيم الرجولة والذكورة» التي تُشدّد على تقييد التعبير العاطفي (ويُشار إليها أكاديميًا بـ RE)، أو «القيود المفروضة على السلوكيات العاطفية الودية بين الرجال» (ويُشار إليها أكاديميًا بـ RABBM). وغالبًا ما يُؤدي تبنّي هذه القيم المغايرة إلى نشوء «صراعات في الأدوار الجندرية» (Gender Role Conflicts – GRCs) لدى الأفراد الذين تتعارض سلوكياتهم مع الحدود المقبولة ثقافيًا، والتي تُروّج لمفاهيم غير واقعية ومقيّدة لما يجب أن يكون عليه الرجل أو المرأة في المجتمع المعاصر. وتُعتبر «نوبات الاكتئاب الحاد الناتجة عن كراهية الذات والكبت الجنسي» من أكثر العواقب شيوعًاا لـ «التحيّز الجنسي الداخلي ضد غير المغايرين جنسيًا».
تستخدم الباحثة في دراسات الجندر برندا ر. ويبر مصطلح «الأنوثة السامة» للإشارة إلى مجموعة من الضغوط الاجتماعية التي تدفع الأفراد إلى الالتزام بأدوار الجنس الأنثوي الصارمة. يتم تعزيز هذه الضغوط من خلال معتقدات قد تكون واعية أو غير واعية، مثل الشعور بعدم الاستحقاق، والالتزام الدائم بأن تكون المرأة لطيفة، متوافقة، وخاضعة. وفقًا لويبر، هذه التوقعات والمعتقدات تشير إلى أنه لا يوجد «ذات أنثوية» مستقلة بحد ذاتها، بل هي مرتبطة دائمًا باحتياجات ورغبات الرجال والفتيان. كما تربط ويبر هذه المعايير بنمط الأنوثة الذي يتسم عمومًا بالطبقة المتوسطة البيضاء، السائدة جنسيًا، والمستقرة سياسيًا في الاتجاهات المحافظة.

### الأنوثة السامة، الزوجات التقليديات، والمريمية
تستخدم خبيرة دراسات الجندر بريندا ر. ويبر مصطلح «الأنوثة السامة» للإشارة إلى منظومة من الامتثال والضغط الاجتماعي التي تفرض أدوارًا أنثوية صارمة، تُعزَّز من خلال معتقدات – أحيانًا غير واعية – مثل النظر إلى الذات على أنها غير جديرة أو لا تستحق، وضرورة التحلي الدائم باللطف، والتسامح، والطاعة. ووفقًا لويبر، فإن هذه المعتقدات والتوقعات «تشير إلى أنه لا وجود لذات أنثوية بعيدًا عن احتياجات ورغبات الرجال والفتيان». وتربط ويبر بين هذه المعايير وتوقعات للأنوثة تتسم بأنها «غالبًا بيضاء، تنتمي في الغالب إلى الطبقة الوسطى، مغايرة جنسيًا بشكل صارم، وتميل سياسيًا إلى المحافظة».
تناقش الصحفية سايوارد داربي بروز في كتابها «أخوات في الكراهية: النساء الأميركيات والتطرّف الأبيض»، مفهوم «الزوجة التقليدية» أو ما يُعرف بـ«التريدوايف Tradewife» (وهو مصطلح مستحدث لوصف «الزوجة التقليدية» «ربة المنزل التقليدية»)، والذي تطرحه من خلال مقابلات مع نساء يُعرّفن أنفسهن كمتطرّفات ينتمين إلى اليمين المتطرف. تتناول داربي مع ثلاث نساء رؤيتهن الشخصية لأنفسهن كنساء خاضعات، سلبيات، ومطيعات ضمن منازل يهيمن عليها الذكور. كما تناقش ملاحظاتها الخاصة وأدلتها على تبنّي هؤلاء النساء لمبادئ اليمين السياسي المتطرّف في الولايات المتحدة، بما يشمل تفوّق العرق الأبيض، ومعاداة السامية، ومعتقدات محافظة متشددة أخرى. وتُصرّح إحدى المشاركات في المقابلة بأن «واجبها الأساسي هو إنجاب الأطفال ودعم زوجها».
وتُشير الكاتبة آنّي كيلي في إحدى مقالاتها إلى وجود أوجه تشابه بين مفهوم التريدوايف أو الزوجة التقليدية وبعض معتقدات تفوّق العرق الأبيض، مثل نظريات المؤامرة حول التغييرات الديموغرافية في الولايات المتحدة، والتي تهدف إلى تشجيع النساء البيض على زيادة الإنجاب لتعويض انخفاض معدلات المواليد بين البيض.